# Actos Institucionales
Los Actos Institucionales (en portugués, Atos Institucionais) fueron decretos emitidos por la dictadura militar instaurada en Brasil inmediatamente después del golpe de Estado de 1964, en tanto los jefes de dicho régimen se abstuvieron de dejar sin efecto la Constitución de 1946 entonces vigente.
Los Actos Institucionales funcionaron como normas que legitimaban las órdenes dadas por el gobierno, bajo dominio de las fuerzas armadas, estableciendo en la práctica poderes extra constitucionales para el nuevo régimen. De hecho, los Actos Institucionales contenían normas que contravenían de facto la Constitución de Brasil y que vulneraban derechos ciudadanos ya establecidos desde hacía mucho tiempo, de manera tal que la Constitución de 1946 era prácticamente sustituida en muchas de sus disposiciones, aunque varias otras de sus normas seguían siendo acatadas y ejecutadas por el gobierno militar.
Dichos decretos quedaron así convertidos en herramienta que colocaba la legalidad al servicio de las necesidades de la dictadura y la legitimaban, aunque sin anular formalmente la Constitución de 1946 salvo en sus disposiciones que obstaculizaban los fines del régimen (como en la inhabilitación de ciudadanos para intervenir en política o el establecimiento de censura). 
Recién en 1967 se puso en vigor una nueva Constitución elaborada por el gobierno militar, pero inclusive ésta se vio alterada por el AI-5 del presidente Artur da Costa e Silva, que en la práctica modificó la propia Constitución elaborada por el gobierno militar. La posterior Constitución de 1969, también redactada según las imposiciones del régimen, fue asimismo modificada por nuevos "Actos Institucionales" en la época del presidente Emilio Garrastazu Médici.   
Entre 1964 y 1969 se emitieron 17 Actos Institucionales, que a su vez, fueron reglamentados por 104 Actos complementarios. Los Actos Institucionales fueron dejados de emitirse durante el gobierno de Emilio Garrastazu Médici, en tanto se esperaba que el mecanismo represor del régimen ya había quedado suficientemente establecido. No fue sino hasta el gobierno del general Ernesto Geisel que empezaron a derogarse los Actos Institucionales más represivos, hasta que fueron legalmente abrogados en su totalidad por el régimen democrático instalado en 1985.